# Schelmenturm (Ammerschwihr)

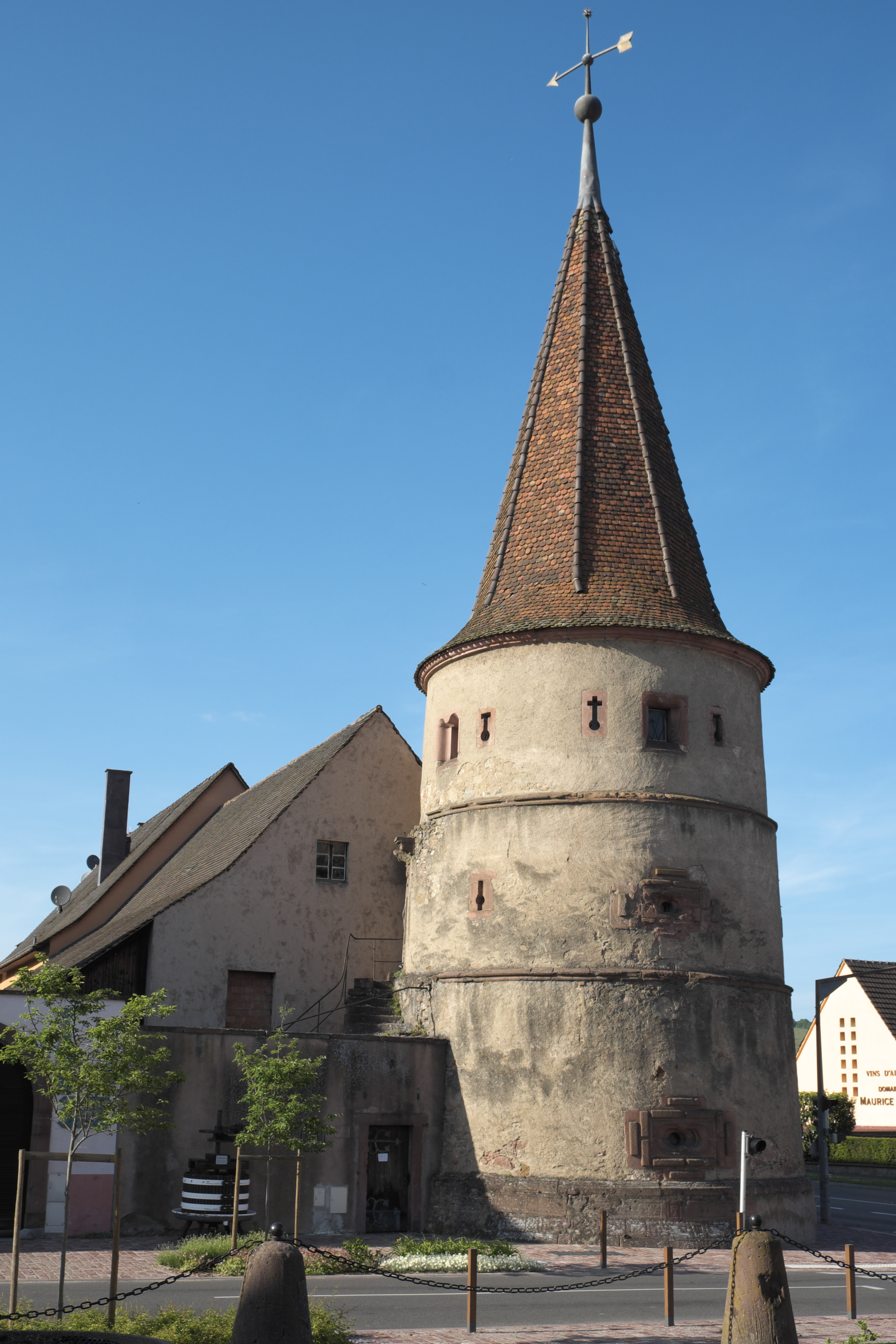
Schelmenturm in Ammerschwihr

Der Schelmenturm (frz. Tour des fripons), auch als Turm der Diebe (frz. Tour des voleurs) bezeichnet, in Ammerschwihr, einer französischen Gemeinde im Département Haut-Rhin in der Region Grand Est, wurde um 1367 errichtet und 1535 verändert. Der runde Wehrturm an der Grand Rue Ecke Route du Vin wurde im Jahr 1931 als Monument historique in die Liste der denkmalgeschützten Bauwerke (Base Mérimée) in Frankreich aufgenommen.

## Beschreibung
Der runde Turm  wurde über einem hohen Sockel aus Sandstein als Teil der zweiten Festungsmauer vermutlich anstelle eines älteren Turmes aus der Zeit um 1367 erbaut. Die drei Geschosse des Turmes sind durch Gesimse getrennt. In den beiden unteren Geschossen sitzen auffällige Schießscharten. Ein Kegeldach schützt die Mauern. 
Im 17. und 18. Jahrhundert diente der Turm auch als Gefängnis.